# Tahltan Highland
Das Tahltan Highland ist eine Hochebene mit relativ niedrigen Gebirgsgruppen  in der kanadischen Provinz British Columbia. Es liegt östlich der Boundary Ranges und südlich des Inklin River (dem Ostarm des Taku River). Seine Ostgrenze wird von Sheslay River und Little Tuya River gebildet, während sich die südliche Grenze über den Stikine River und seinen Grand Canyon unter Einschluss des Mount Edziza Volcanic Complex (welcher wiederum die Spectrum Range einschließt) und des Zagoddetchino-Massivs erstreckt.